# کلاسوس (کمیک)
کلاسوس (به انگلیسی: Colossus) با نام کامل پیوتر نیکولایویچ راسپوتین، یک شخصیت خیالی ابرقهرمان در کتاب‌های کمیک آمریکایی منتشر شده توسط مارول کامیکس است. این شخصیت توسط لن وین نویسنده و دیو کاکرام طراح خلق شده‌است؛ و برای اولین بار در شماره ۱ کمیک مردان-ایکس غول-پیکر (مه ۱۹۷۵) معرفی شد. کلاسوس عضو یکی از زیرشاخه‌های بشریت با نام جهش‌یافته‌ها به‌شمار می‌رود که قدرت‌هایش شامل آکروبات‌باز و سرباز حرفه‌ای، قدرت تبدیل کردن بدن به فولاد ارگانیک که باعث داشتن قدرت، مقاومت و استقامت ابرانسانی می‌شود و به عنوان جاگرنات شامل قدرت و مقاومت در برابر صدمات ابرانسانی بیشتر، غیرقابل متوقف کردن می‌شود. او عضو گروه‌هایی چون مردان ایکس، مدافعان، اکس‌کالیبور و نیروی ایکس می‌باشد. کلاسوس همسر کیتی پراید می‌باشد. کلاسوس اصلیت روسی دارد.
دنیل کادمور، نقش کلاسوس را در فیلم‌های سینمایی ایکس ۲: مردان متحد (۲۰۰۳)، مردان ایکس: آخرین ایستادگی (۲۰۰۶) و مردان ایکس: روزهای گذشته آینده (۲۰۱۴) ایفا کرده‌است، و همچنین استفان کاپیچیچ کار صداپیشگی این شخصیت به صورت گرافیک رایانه‌ای را در فیلم‌های ددپول (۲۰۱۶)، ددپول ۲ (۲۰۱۸)، و ددپول و ولورین (۲۰۲۴) به عهده دارد. مجلهٔ ویزارد رتبهٔ ۱۸۴ام ۲۰۰ شخصیت برتر کتاب‌های کمیک تاریخ را به کلاسوس اختصاص داده‌است.

## زندگینامه ساختگی شخصیت
پیوتر «پیتر» راسپوتین در مزرعه‌ای واقع در اتحاد جماهیر شوروی، در نزدیکی دریاچه بایکال، در سیبری متولد شده‌است. او در آنجا با مادرش الکساندرا، پدرش نیکولای و خواهرش ایلیانا زندگی می‌کرد. برادر بزرگش میخائیل، یک فضانورد شوروی بود و ظاهراً در یک مأموریت پرتاب موشک جان خود را از دست داد. در سال ۲۰۰۶ و در مینی‌سریال کلاسوس: وراثت آشکار شد که خانوادهٔ او از نوادگان گریگوری راسپوتین به‌شمار می‌روند.
قدرت‌های ابرانسانی پیتر در دوران نوجوانی و در حین نجات خواهرش هنگام برخورد با یک تراکتور از کنترل خارج شده آشکار شدند. او سپس از طرف پروفسور چارلز اگزاویه، بنیانگذار تیم مردان ایکس تماسی دریافت کرد.

## در جهان دیگر

### مارول التیمیت ۱۶۱۰
در طول جنگ سرد، پیوتر «پیتر» راسپوتین توسط آناتول اسپیچکین و افرادش مورد حمله قرار گرفت و تأیید کرد که او یک جهش یافته‌است. آناتول قول داد که راز خود را حفظ کند و اگر به آن نیاز داشت برایش کاری داشت.
مدتی بعد، پدر پیتر از رابطه پنهانی همجنسگرایانه او با پسر دیگری مطلع شد. در نتیجه پدرش شرمنده شد. پیتر برای کمک به آناتول رفت. او آموخت که اگرچه می‌تواند پوست خود را به فولاد تبدیل کند، اما قدرت فوق‌العاده ای ندارد؛ بنابراین «تاجر» دارویی به نام بانشی به او داد. پیوتر با استفاده از این دارو شروع به کسب درآمد با انجام شاهکارهای فوق‌العاده قوی برای گردشگران کرد.
پیوتر توسط بیگ بوریس، رئیس مافیای روسیه، از جوخه شلیک نجات یافت و در نتیجه به مافیا پیوست تا پول بیشتری برای خود و خانواده اش بدست آورد. بوریس در سن نوزده سالگی پیوتر را از سیبری به آمریکا قاچاق کرد. پیوتر ده سال بعد برای بوریس کار کرد. او بسیار موفق شد، اگرچه قدرت جهش یافته خود را از اطرافیانش مخفی نگه داشت.